# 中国国家图书馆
中国国家图书馆是中华人民共和国的国家图书馆，位于北京市海淀区中关村南大街33号，简称国图，旧称北京图书馆。

## 历史

### 京师图书馆
中国国家图书馆的前身是于1909年9月9日始建的京师图书馆。光绪三十三年十一月二日（1907年12月6日），张之洞向慈禧太后奏呈，请求在北京和全国各省会设立公共图书馆；慈禧原则同意，但未及谕办其事。宣统元年七月二十五日（1909年9月9日），隆裕太后批准学部关于筹建京师图书馆的奏呈，同意调拨热河（承德避暑山庄）文津阁《四库全书》入藏京师图书馆，内阁翰林院藏书也移交京师图书馆收藏，同时还任命翰林院编修缪荃孙为京师图书馆监督；向京师图书馆筹委会派发200两白银，作为第一批办公费用；还制作一枚银质“京师图书馆”大印，以资行文。宣统元年，学部奏请拨净业湖暨汇通祠等地为京师图书馆馆址；后因建馆经费困难，建新馆舍事暂停，只得借房筹组，“以款绌迄兴筑，暂就积水潭广化寺余屋为办公地矣。”
中华民国成立后，北洋政府教育部接管京师图书馆，后将其改名为国立京师图书馆，1912年（民國元年）8月27日正式开馆接待读者。开馆半年后，感到“京师地势辽廓，交通不便，原就广化寺之屋，地址在内城西北隅，犹嫌偏僻；亟应添设分馆，以谋普及。”民国元年（1912年）12月，国立京师图书馆呈教育部文中称：“现在租借之广化寺房屋，不惟地址太偏，往来非便，且房屋过少，布置不敷；兼之潮湿甚重，于藏书尤不相宜。虽暂时因陋就简，籍立基础，终非别谋建筑，不能完备。……辰下权宜之计，只有于南城适中之地，暂设分馆一所，是阅书者便于往来；既足餍学者之心，亦可谓教育之助。”教育部批准后，民国二年（1913年）6月在今东城区前青厂武阳会馆夹道口永光寺街1号民房建立分馆。后因该民房房主索还租房，分馆乃另在宣武门外西茶食胡同东头香炉营四条西口新筑洋房开办。分馆迁立后拟定有关规则，并购置图书，于民国三年（1914年）6月开馆；同年12月，广化寺馆暂停，香炉营四条分馆继续开放并且负责代管藏全部卷牍、簿册、款项。民国四年（1915年）1月，分馆主任变更之后，重订、修改了规则。同年分馆增购图书及东、西文杂志，并请准添设新闻杂志阅览室，减免学生阅览费。民国十四年（1925年）11月分馆曾更名为京师第二普通图书馆。其后此处京师图书馆分馆停办，改成北京市通俗图书馆，成为今首都图书馆的前身之一。
1913年6月27日，教育部致热河都统，拟派员领取文津阁《四库全书》。8月12日，热河都统复函教育部，同意接受派员领取。教育部负责此事者是社会教育司。10月29日，教育部社会教育司佥事周树人奉命同京师图书馆馆员王懋镕赴热河，将避暑山庄文津阁《四库全书》按目录检查装箱封锁，等待迁运北京。当时京师图书馆尚无馆舍，经周作人等人筹措，临时从什刹海北岸鸦儿胡同广化寺借来几间殿堂，作为收藏《四库全书》的库房。1914年1月6日，在文津阁《四库全书》运往北京的过程中，被内务部拦截，强行运往设在北京故宫武英殿的古物陈列所。经教育部同内务部多次交涉，1915年8月6日内务部同意将文津阁《四库全书》移交教育部。9月1日，教育部派佥事周树人、主事戴克让到内务部商定《四库全书》移交手续，经周树人督办，入藏广化寺。
民国三年（1914年）12月，设在广化寺的京师图书馆停办；翌年6月经教育部指定，在国子监南学旧址（位于方家胡同迄东，循郡王府东侧）设京师图书馆筹备处，前由分馆代管的全部财物移回，并拟定暂行办事规则，京师图书馆由此复行筹设。清末，国子监南学停办后，学部曾在此设初级师范学堂；中华民国成立后为各团假用，至此才由教育部收回。但国子监南学西偏的一部分仍为第十七小学（现方家胡同小学）假用，1994年方家胡同小学改建时曾出土“京师图书馆”石碑匾额。
1916年，京师图书馆正式接受国内出版物的呈缴本，标志着该馆开始履行国家图书馆的部分职能。
民国十四年（1925年）5月，京师图书馆呈文教育部称，“今幸阁议，通过将北海改作公园。北海处四城之中，地方辽阔，官房綦多，乘兹改创之时，允宜首先指定图书馆所在地，以示国家右文主旨，拟请提出阁议，择规模闳大，足敷图书馆应用之官房酌拨一所，将本馆旧籍悉数迁往，作为图书总馆。其方家胡同现在馆址，则留馆中所藏新书及旧书中重复之本，拨作分管藏书使用。”民国十四年（1925年）11月，教育部令曰：“国立京师图书馆委员会已奉明令设立，原设方家胡同之京师图书馆应改为国立京师图书馆，暂移北海地方。该馆旧址以现设之京师图书馆分馆移入。其京师图书馆原有普通书籍酌留二万册，以一万册拨给京师图书馆分馆，合分馆所有之科学书籍并供众览，改为京师第一普通图书馆。……现设之京师通俗图书馆藏书尚少，应将京师图书馆分馆旧有之中文书籍拨给，以资阅览，改为京师第二普通图书馆。”民国十七年（1928年）10月，教育部官员黄式晖又致函馆领导陈垣等人，对方家胡同改设分馆极表赞同。

### 北平图书馆
1928年北伐成功后，国立京师图书馆改名国立北平图书馆，并迁址到中南海居仁堂。1929年8月，北平图书馆与中华教育文化基金董事会建立的北海图书馆合并，接受中华教育文化基金会的资金支持，归国民政府教育部领导，并开始独立行使国家图书馆的职能；直到1933年在南京建立国立中央图书馆，后者与北平图书馆一同行使国家图书馆职能。
1931年，北平图书馆新馆（今为中国国家图书馆古籍馆所在地）在文津街落成，是当时远东最先进的图书馆之一。当时的北平图书馆下设二会八部，分别为：购书委员会、编纂委员会、总务部、采访部、编纂部、阅览部、善本部、金石部、舆图部、期刊部。馆藏书籍包括：中文、满文、蒙文、日文、西文普通书籍逾四十万册；宋元明清刊本、写本、抄本古籍逾三万册；金石拓片逾八千幅；舆图八千余幅；此外还有寄存图书六千余种、三万余册。其中包括文津阁《四库全书》等珍贵收藏。
1942年1月2日，华北政务委员会教育总署接管国立北平图书馆，国立北平图书馆更名为国立北京图书馆。1945年中国抗日战争结束后，该馆復名国立北平图书馆。

### 从北京图书馆到国家图书馆

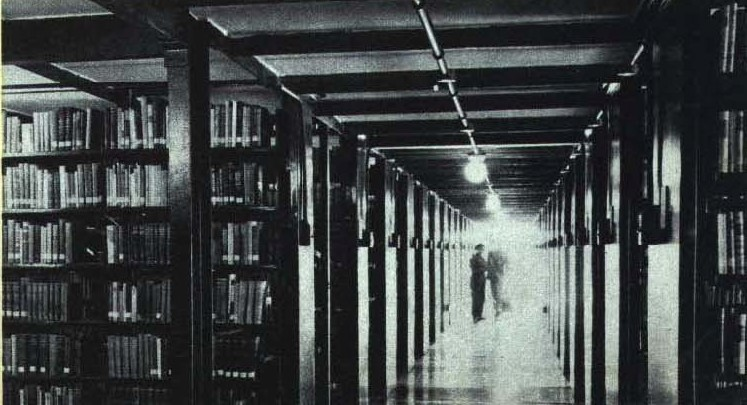
1964年的北京市图书馆

中华人民共和国成立后，于1950年3月6日国立北平图书馆更名为国立北京图书馆，1951年6月12日更名为北京图书馆，成为中华人民共和国唯一的国家图书馆。
民国八年（1919年），梁启超游历欧洲后归国，并购置图书多种。民国十一年（1922年），梁启超呈请政府拨北海快雪堂和西城石虎胡同7号官房组建松坡图书馆。当时在北京的松社（1918年梁启超等人在上海为纪念蔡锷成立的组织）成员决定以快雪堂为第一馆，石虎胡同为第二馆，先后成立并开馆。后因梁启超逝世，办馆经费困难，经呈政府批准将石虎胡同房产变卖。日本占领时期，松坡图书馆的藏书，俄文书和其他一部分图籍被中华民国新民会掠去；但以杨守敬旧藏为基础的中文古书，特别是其中的宋版大藏经《思溪藏》等，由该馆同仁保存下来。中华人民共和国成立后，经多次协商，决定由国家接收松坡图书馆，并入国立北平图书馆，同时建为“北平图书馆分馆”。
1987年，北京图书馆新馆在白石桥路（今中关村南大街）落成，该建筑还曾被评为“八十年代北京十大建筑”榜首，馆名由邓小平题写。1998年12月12日，北京图书馆更名为国家图书馆，对外称中国国家图书馆；1999年4月16日由当时的中共中央总书记、国家主席江泽民题写馆名。

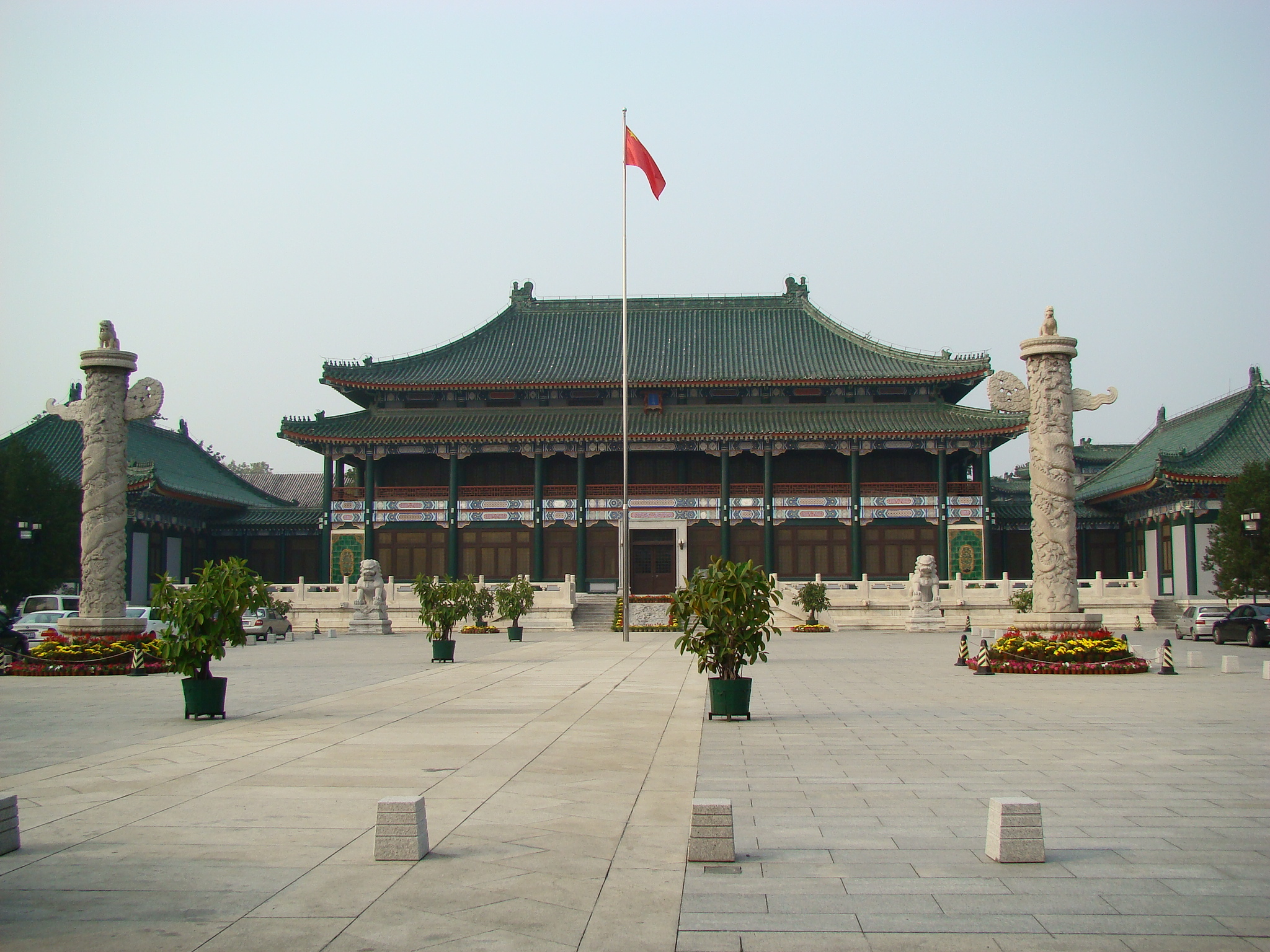
中式古典建筑风貌的图书馆外观

## 现状

### 机构
中国国家图书馆的内设机构有：
- 办公室
- 人事处
- 财务处
- 业务管理处（民国时期文献保护工作办公室）
- 党群工作办公室
- 纪检监察处
- 审计处
- 离退休干部处
- 国际交流处（台港澳交流处）
- 国有资产管理处
- 保卫处
- 研究院
- 中文采编部
- 外文采编部
- 典藏阅览部（国家图书馆少年儿童馆）
- 立法决策服务部
- 参考咨询部
- 数字资源部（数字图书馆推广工程办公室）
- 信息技术部（国家图书馆现代技术研究所）
- 缩微文献部
- 社会教育部
- 展览部
- 古籍馆
- 国家古籍保护中心办公室
- 中国古籍保护协会秘书处
- 《中华传统文化百部经典》编纂工作办公室
- 国图艺术中心
- 中国图书馆学会秘书处
- 后勤服务管理中心
- 基建工程办公室[6]

中国国家图书馆的主要组成部分有：
- 中国国家图书馆总馆南区
- 中国国家图书馆总馆北区
- 中国国家图书馆古籍馆
- 中国国家图书馆少年儿童馆
- 国家典籍博物馆

中国国家图书馆的地方分馆有：
- 中国国家图书馆三沙市分馆

### 建筑

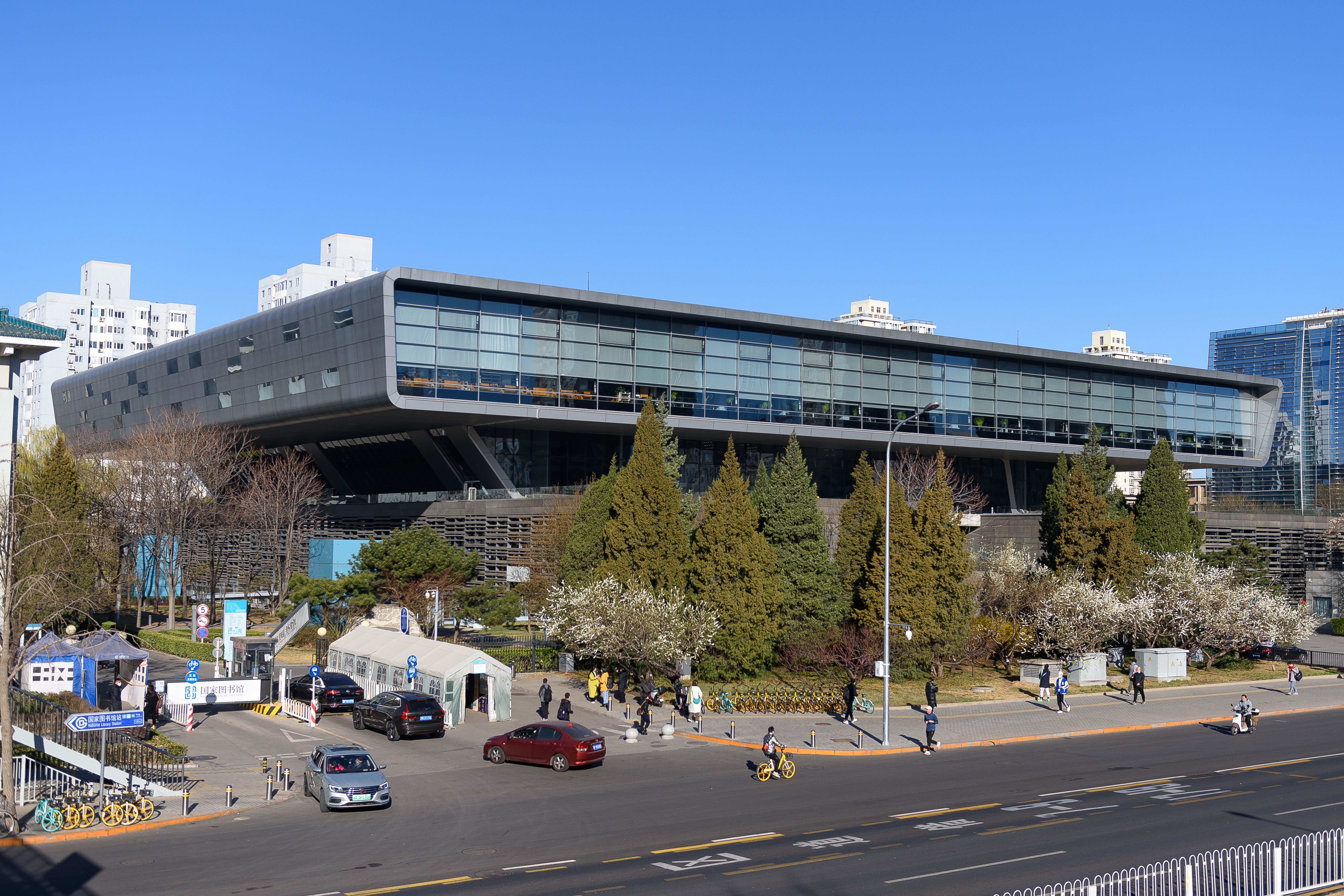
中国国家图书馆總館北區馆舍

中国国家图书馆总馆南区日均接待读者1.2万人次，馆藏远远超过2000万件的设计容量，原有馆舍已不敷使用。2003年，经国家批准，立项扩建，二期新馆舍于2008年9月启用，成为中国国家图书馆总馆北区，扩建完成后中国国家图书馆的馆舍总面积达到25万平方米。

### 阅览室
目前中国国家图书馆总馆共有各种阅览室48间，可同时容纳3000名读者阅读，除了常规的中文西文图书期刊阅览室外，还有艺术设计阅览室、台港澳书刊阅览室、文献检索阅览室、古籍善本阅览室、电子阅览室、缩微文献阅览室等不同规格和服务对象的阅览室。

### 藏书

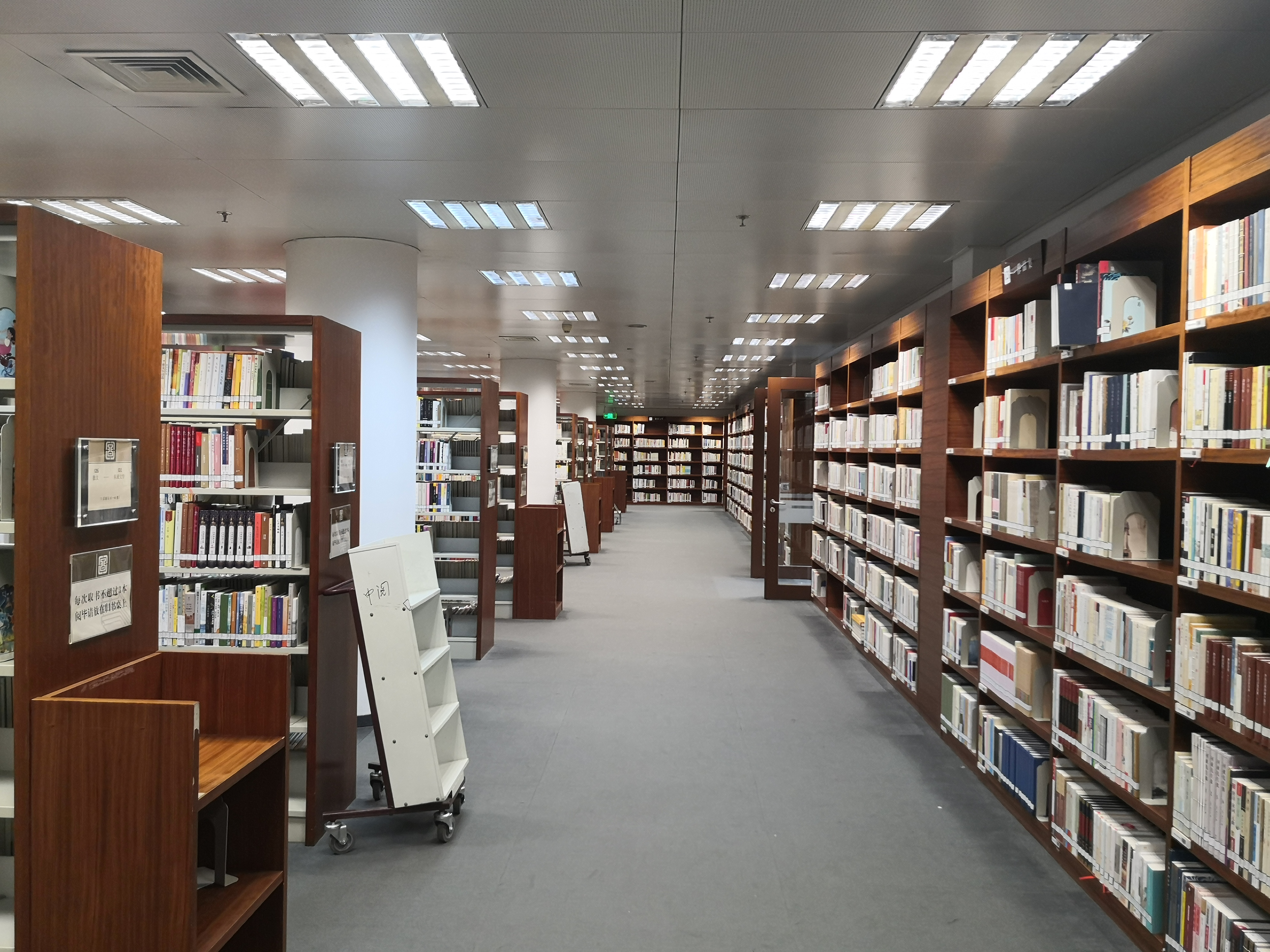
中国国家图书馆北区二层中文图书区

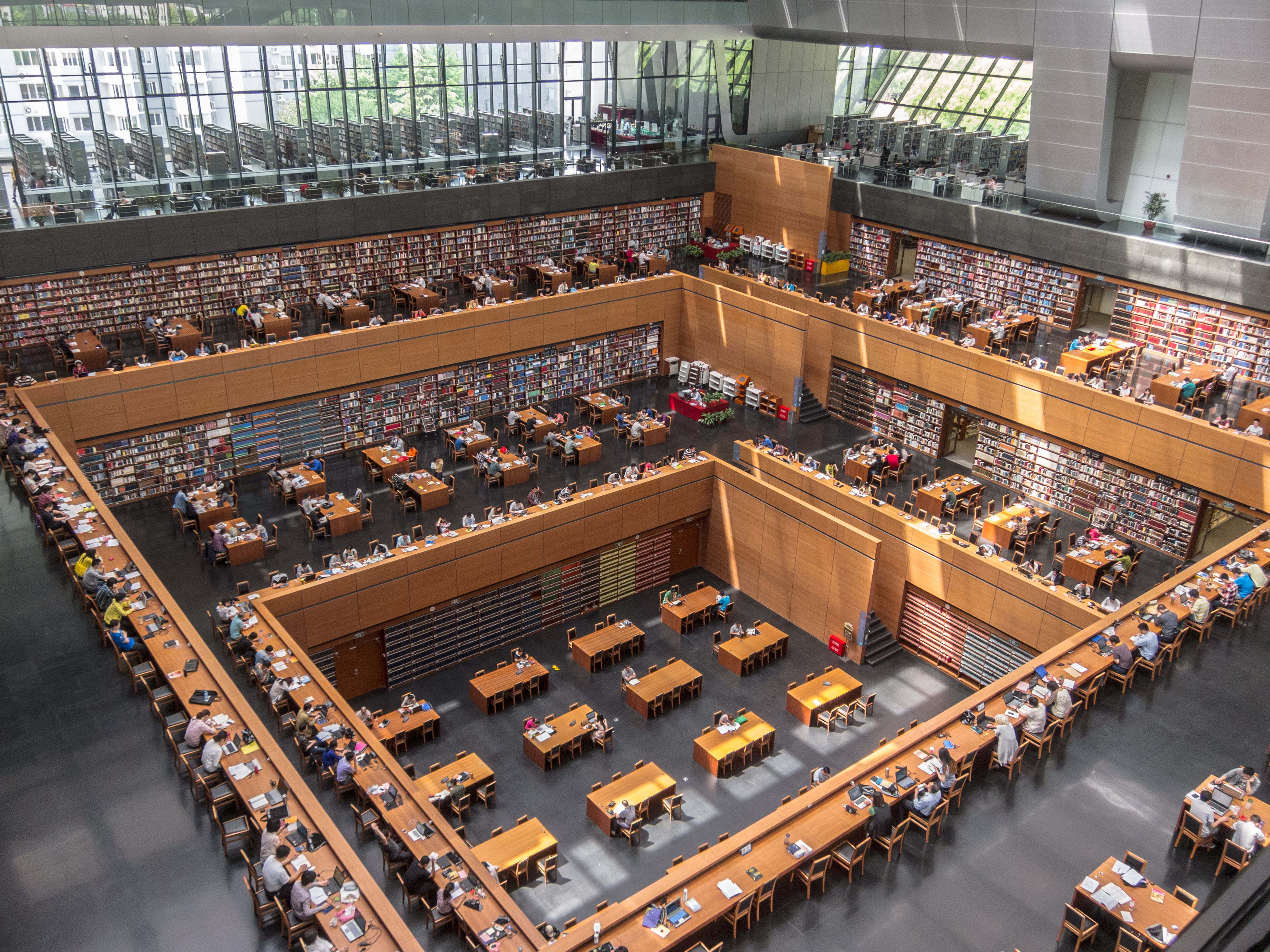
从中国国家图书馆新馆四楼俯瞰

中国国家图书馆藏书包括各种文字的书籍报刊、历史文献、学术论文、金石拓片、音像制品、数字出版物等。截至2005年底达25,049,236册（件）；截至2007年底，馆藏文献达2631万册(件)；并以每年60－70万册的数目迅速增长。截至2022年底，馆藏文献已达4230.15万册(件)；藏书量居世界第五位。
作为国家藏书机构，中国国家图书馆依法接收中国大陆各出版社送缴收藏的出版样书，此外还收藏中国大陆的非正式出版物，例如各高校的博士学位论文均在中国国家图书馆的收藏之列。目前国家图书馆是国务院学位委员会指定的博士论文收藏馆，图书馆学专业资料集中收藏地和全国年鉴资料收藏中心。
目前中国国家图书馆有约210万册书刊处于开架流通状态，可供读者自行选阅，平均日文献流通量7万册次。

### 读者

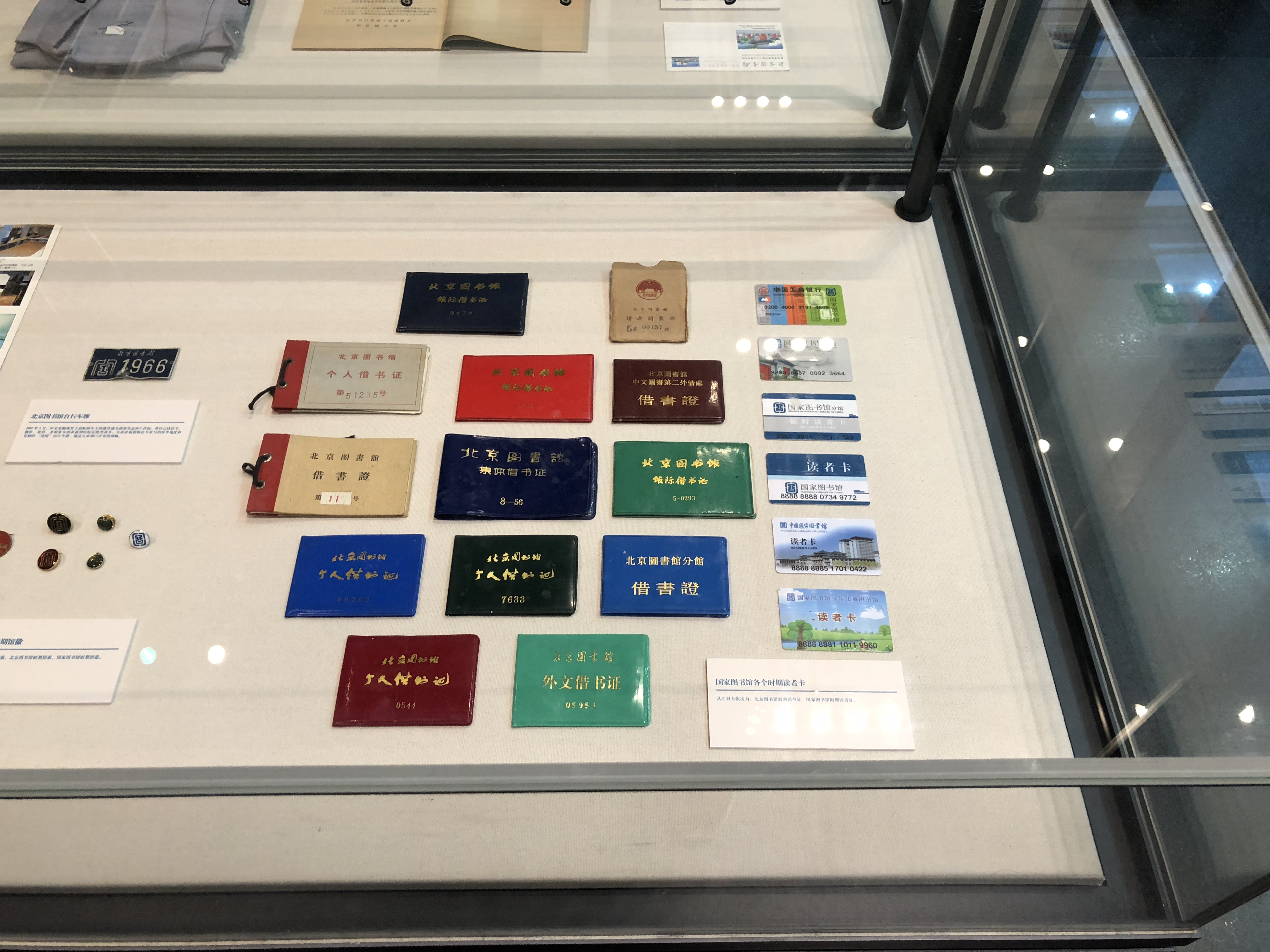
国家图书馆各时期读者卡

目前中国国家图书馆服务的读者对象主要为中华人民共和国公民和持有有效证件的其他国家公民；具有高级职称的人员凭单位证明可以办理善本库阅览证。年满13周岁以上读者可凭有效证件如身份证、户口本、护照等免费办理读者卡，目前已取消年度注册制，改为三年注册一次。如需开通中文外借功能另需缴纳押金100元，开通外文外借功能需缴纳押金1000元，取消外借功能时退回押金；此外，自2009年9月起，读者卡还增加了“金融功能”，用以支付自助复制、网费等增值业务的费用。2011年5月10日起，由于国家图书馆南馆维修改造，中文、外文外借服务暂停。2014年8月25日起在北区恢复中文外借服务。
除了面向个体读者，国图还面向中国大陆的公共图书馆、大学图书馆、中学图书馆、专业图书馆等提供馆际文献互借服务，是中国全国馆际互借中心。

### 出版物
中国国家图书馆履行中国全国书目中心职责，负责编辑和出版国家书目、联合目录以及馆藏目录并下设中国国家图书馆出版社。到2003年，国图主持编写了《中国国家书目》、《民国时期总书目》和《中国古籍善本书目》等30余种书目。中国国家图书馆还负责编辑出版《国家图书馆学刊》、《文献》、《中国图书馆学报》等学术期刊。除了传统出版物，国图还牵头编制和出版了《中国国家书目回溯数据库（1949-1987）》、《中国国家图书数据库（1988年至今）》等电子出版物。

### 数字图书馆
1998年开始，中国国家图书馆开始立项实施“中国数字图书馆工程”，目前已经有部分馆藏资料实现数字化，其中的部分数据已经开始面向社会提供服务。2001年11月国家图书馆二期工程暨国家数字图书馆工程正式立项，国家图书馆数字图书馆的建设纳入中国的十五规划和信息产业基础建设的规划。2008年9月9日，中国国家数字图书馆开馆，移动数字图书馆也同时开馆。
中国国家数字图书馆分馆有：
1. 中国国家数字图书馆苏州独墅湖分馆：2006年11月，国家图书馆、苏州独墅湖图书馆共建的国家首家数字图书馆实验馆落户苏州独墅湖图书馆[12][13]
2. 中国国家数字图书馆东莞分馆：2008年9月28日成立。2008年9月27日国家图书馆、东莞市人民政府签署合作协议。在东莞图书馆设立[12][14]
3. 中国国家数字图书馆泰达分馆：2008年12月5日成立，国家图书馆、天津经济技术开发区管理委员会签署合作协议。在泰达图书馆设立[12][15]
4. 中国国家数字图书馆吉林省分馆：2008年12月24日成立，国家图书馆、吉林省图书馆签署合作协议[12][16]
5. 中国国家数字图书馆广西分馆：2009年1月12日成立，国家图书馆、广西壮族自治区图书馆签署合作协议[12][17]
6. 中国国家数字图书馆山东分馆：2009年5月9日成立，国家图书馆、山东省文化厅、山东省图书馆签署合作协议[18][12][19]
7. 中国国家数字图书馆四川分馆：2009年5月12日成立，国家图书馆、四川省图书馆签署合作协议[18][12][20]
8. 中国国家数字图书馆山西分馆：2009年7月9日成立，国家图书馆、山西省图书馆签署合作协议[12][21]
9. 中国国家数字图书馆湖北分馆：2009年8月25日成立，国家图书馆、湖北省图书馆签署合作协议[12][22]
10. 中国国家数字图书馆陕西分馆：2009年9月15日成立，国家图书馆、陕西省文化厅、陕西省图书馆签署合作协议[12][23]
11. 中国国家数字图书馆云南分馆：2009年11月15日成立，国家图书馆、云南省文化厅、云南省图书馆签署合作协议[12][24]
12. 中国国家数字图书馆广西桂林分馆：2009年11月20日成立，国家图书馆、广西壮族自治区桂林图书馆签署合作协议[12][25]
13. 中国国家数字图书馆军事科学院分馆：2009年12月11日成立，国家图书馆、军事科学院军事图书资料馆签署合作协议[12][26][27]
14. 中国国家数字图书馆新疆分馆：2010年8月20日成立，国家图书馆、新疆维吾尔自治区图书馆签署合作协议[12][28]
15. 中国国家数字图书馆厦门分馆：2010年11月27日成立，国家图书馆、厦门市文化局签署数字图书馆建设战略合作协议。在厦门图书馆设立[29]
16. 中国国家数字图书馆黑龙江分馆：2011年1月14日成立，国家图书馆、黑龙江省文化厅签署数字图书馆建设战略合作协议。在黑龙江图书馆设立[30]
17. 中国国家数字图书馆吉林长春成员馆：2009年9月成立。由国家图书馆、长春市图书馆合作[12][31]
18. 中国国家数字图书馆澳门科技大学合作馆：2015年11月6日成立，国家图书馆、澳门科技大学图书馆签署合作协议[12][32]

### 立法决策服务
中国国家图书馆作为中国唯一的国家级综合性图书馆，承担的首要任务和职能是为中央国家领导机关立法与决策提供文献信息支持和保障。自中华人民共和国成立后，该馆一直履行这项职责，多次承担党和国家领导人及中央国家机关下达的工作任务。
1998年，中国国家图书馆实施全方位改革，并于1999年以参考部为基础组建中国国家图书馆立法决策服务部，专门负责为中央国家领导机关的立法与决策咨询提供服务。2007年底，中国国家图书馆正式成立建制独立的立法决策服务部，成为专职履行该职能的业务部门。
中国国家图书馆先后推出了面向参加全国人民代表大会全体会议的代表和中国人民政治协商会议全国委员会全体会议的委员的“全国两会”咨询服务，在国务院各部委建立中国国家图书馆部委分馆（1999年起开始建立），为中共中央办公厅和国务院办公厅创建“中南海网站”（2007年4月26日开通），建立直接服务党和国家领导人的信息报送机制，全年服务跟踪全国人大常委会和全国人大九个专门委员会的年度立法计划，以及2008年12月12日推出的“国家图书馆立法决策服务平台”等创新服务项目。截至2013年6月底，“国家图书馆立法决策服务平台”共有全国人大、民政部、（原）人事部、宏观经济、（原）劳动和社会保障部、财政部、民航总局、中央统战部、中央社会主义学院、中央编办、全国政协机关、中国现代国际关系研究院、团中央等17家用户。
中国国家图书馆在中央国家机关设立的分馆有：
1. 国家图书馆人力资源和社会保障部一分馆：原名国家图书馆人事部分馆，1999年7月7日揭牌。是国家图书馆在中央国家机关设立的第一个分馆。行政上隶属人事部管理，国家图书馆对其工作进行业务和技术指导，并提供服务[36]。
2. 国家图书馆宏观经济分馆：2000年7月7日在国家计委揭牌[37][38]。后改为国家图书馆与国家发改委合作设立的分馆。分馆以中国宏观经济研究院（国家发展和改革委员会宏观经济研究院）图书馆作为平台[39]。
3. 国家图书馆人力资源和社会保障部二分馆：原名国家图书馆劳动和社会保障部分馆，2001年5月23日在中国劳动保障科学研究院揭牌。该馆前身是始建于1991年的劳动情报文献中心[40]。
4. 国家图书馆中共中央组织部分馆：2003年揭牌。
5. 国家图书馆财政部分馆：2004年揭牌。
6. 国家图书馆中国民航分馆：2006年6月13日揭牌，原中国民航总局航空安全技术中心与国家图书馆合作建立国家图书馆中国民航分馆协议书签字[41]。
7. 国家图书馆民政部分馆：2008年8月25日揭牌，同时“国家图书馆立法决策服务民政部平台”开通。“国家图书馆立法决策服务民政部平台”是中央国家机关中首个开通的国家图书馆立法决策服务平台。分馆以中华人民共和国民政部档案资料馆作为平台[42][43]。2011年11月1日，国家图书馆民政部分馆内网平台开通，这是国家图书馆在中央国家机关推出的第一个嵌入用户办公环境的服务平台[44]。
8. 国家图书馆交通运输部分馆：2009年12月22日揭牌，同时交通运输部建设的“交通运输科技信息资源共享平台”开通[45]。
9. 国家图书馆中央社会主义学院分馆：2010年6月10日揭牌，同时“国家图书馆立法决策服务平台·中央社会主义学院平台”开通[46]。
10. 国家图书馆中央编办分馆：2010年11月18日揭牌，同时“国家图书馆立法决策服务平台——中央编办平台”开通。是国家图书馆在中央国家机关建立的首个全数字化分馆[47]。
11. 国家图书馆国家行政学院分馆：2010年11月26日揭牌[48]。
12. 国家图书馆水利部分馆：2010年揭牌。分馆以水利部图书馆作为平台[49]。
13. 国家图书馆全国政协机关分馆：2011年11月1日揭牌，同时“国家图书馆立法决策服务平台——全国政协机关平台”开通。分馆以全国政协机关图书馆作为平台，接受全国政协机关领导和管理，在业务、技术、服务等方面接受国家图书馆指导[50]。
14. 国家图书馆团中央分馆：2013年6月28日揭牌。同时共青团中央、国家图书馆在中国青年政治学院签署合作协议。分馆以中国青年政治学院图书馆作为平台[51]。
15. 国家图书馆农业农村部分馆：2014年4月14日揭牌。分馆以农业部图书馆作为平台[52]。
16. 国家图书馆人民法院分馆：2015年6月30日开通。分馆是部委分馆中第一个面向全国实现垂直性服务的分馆，面向全国四级法院全部开放[53]。

国家图书馆立法决策服务平台的用户有：
- 民政部
- 中央政策研究室
- 中国民航局
- 人力资源和社会保障部一分馆
- 人力资源和社会保障部二分馆
- 国家发改委宏观经济研究院
- 财政部
- 中央统战部
- 交通运输部科学研究院
- 中央社会主义学院
- 中央编办
- 国家行政学院
- 中国社会科学院
- 全国政协
- 全国人大
- 水利部
- 中国现代国际关系研究院
- 团中央分馆
- 国务院发展研究中心

## 馆藏
中国国家图书馆是亚洲第一大图书馆，全面入藏中国出版的各类文献，同时大量采进国外重要的学术出版物。中国国家图书馆馆藏中文文献与外文文献在数量上大致各占一半，是全球最大的中文文献收藏中心，也是全国最大的外文文献收藏中心。在中国国家图书馆的馆藏文献中，古籍善本、甲骨金石拓片、中国古旧舆图、名人手稿、中国少数民族文献等颇具特色，其中尤以“四大专藏”即“敦煌遺書”、“趙城金藏”、“永樂大典”和“文津阁四庫全書”最受瞩目。
- 善本收藏：中国国家图书馆大量收藏善本古籍文献，据统计其善本收藏多达27万余册。原清宫“天禄琳琅”善本就有239部、2868册。
- 手稿收藏：自1954年起中国国家图书馆建立手稿专藏，收入了许多知名作家学者的手稿，其中以中文作家为主亦有部分中国以外国家的作家手稿，包括章太炎、王国维、梁启超、老舍、鲁迅、郭沫若、闻一多、巴金、曹禺、安娜·路易絲·斯特朗等人
- 金石甲骨收藏：甲骨是中国历史上最早的文字资料，中国国家图书馆大量收藏甲骨，总数量为35651片，占现有甲骨总数的四分之一。金石拓片多达共计12万种26万余件，是国图珍贵的特藏品。
- 永乐大典：永乐大典是明永乐年间编纂的一部百科全书，但因为后世的兵祸战火殃及已无完整版本存世，国图是收藏永乐大典残本较多较完整的机构之一，总数有221册（世界各国总量约为400册）。
- 文津阁四库全书：四库全书是清乾隆年间编纂的一部图书集成，目前仅有四部存世，国图独占其一，另外三套分别存于中華民國國立故宮博物院、兰州甘肃省图书馆和杭州浙江省图书馆。这部四库全书是国家图书馆善本中的四大专藏之一。

## 历任领导
京师图书馆
| 馆长 1. 缪荃孙（1910年5月－1911年） | 副馆长 - 徐坊（1910年－1911年） |

国立京师图书馆
| 馆长 1. 江瀚（1912年5月－1913年2月） 2. 夏曾佑（1913年－1918年） 3. 袁希涛（1918年1月－1918年12月） 4. 傅岳棻（1919年1月－1921年5月） 5. 王章祜（1920年8月－1921年7月） 6. 马邻翼（1921年7月－1921年12月） 7. 陈垣（1921年12月－1922年6月） 8. 全绍清（1922年6月－1922年7月） 9. 马叙伦（1922年10月－1922年12月） 10. 张国淦（1922年12月－1924年3月） 11. 傅岳棻（1924年4月－1924年10月） 12. 马叙伦（1924年11月－1925年3月） 13. 吕复（1925年3月－1925年8月） 14. 陈任中（1925年8月－1925年12月） 15. 梁启超（1925年12月－1927年6月） 16. 郭宗熙（1927年8月－1928年5月） | 副馆长 - 李四光（1926年3月－1927年8月） - 成多禄（1927年8月－1928年5月） |

国立北平图书馆
| 馆长 1. 马叙伦（1929年4月－1929年8月） 2. 蔡元培（1929年8月－1940年3月） 3. 袁同礼（1940年－1943年）（代理） 4. 袁同礼（1943年－1948年12月） 5. 王重民（1949年－1952年）（副馆长代馆长，1950年该馆更名“国立北京图书馆”） | 副馆长 - 袁同礼（1929年8月－1940年） |

国立北京图书馆
馆长
1. 周作人（1942年4月14日－1943年2月3日）
2. 张心沛（1943年2月3日－1943年）
3. 俞家骥（1943年－1945年）
4. 张煜全（1945年3月13日－日本投降）

国立北京图书馆
| 馆长 1. 王重民（1949年－1952年）（副馆长代馆长，1950年该馆更名“国立北京图书馆”，1951年该馆更名“北京图书馆”） | 副馆长 - 王重民（1949年－1952年） |

北京图书馆
| 馆长 1. 王重民（1949年－1952年）（副馆长代馆长，1951年该馆更名“北京图书馆”） 2. 冯仲云（1953年4月－1954年9月） 3. 丁西林（1954年－1973年） 4. 刘季平（1973年11月－1981年2月） 5. 任继愈（1987年5月－2005年1月）（1998年该馆更名“中国国家图书馆”） 党委书记 - 刘岐云（1965年11月－1967年12月，兼第一副馆长） - 鲍振西（？－？） - 谭斌（1994年4月－1996年7月，兼常务副馆长） - 周和平（1997年－2001年11月，兼常务副馆长） 党委副书记 - 丁志刚（1954年7月－1984年4月，兼副馆长） - 司德英（？－？） 军事管制委员会主任 | 副馆长 - 王重民（1949年－1952年） - 张全新（1953年4月－1963年11月） - 丁志刚（1954年7月－1984年4月） - 王一飞（1955年7月－1968年1月） - 左恭（1955年－1976年） - 嵇直（1961年8月－1963年11月） - 唐守愚（1964年11月－1965年12月） - 刘岐云（1965年11月－1982年12月） - 鲍正鹄（1972年12月－1978年1月） - 胡凡夫（1973年11月－1978年1月） - 谭祥金（1973年11月－1987年12月） - 杨放之（1975年－1979年） - 李家荣（1978年8月－1987年12月） - 郭林军（1980年5月－1983年12月） - 鲍振西（1980年12月－1984年6月） - 谢道渊（1983年5月－1987年12月） - 胡沙（1983年5月－1987年12月） - 田大畏（1984年4月－1985年6月） - 杨讷（1987年12月－1991年2月） - 杜克（1987年12月－1991年4月） - 邵文杰（1987年12月－1992年3月） - 孙承鉴（1987年12月－2000年3月） - 唐绍明（1991年4月－1994年4月） - 金宏达（1991年4月－1994年7月） - 孙蓓欣（1991年4月－2001年11月） - 谭斌（1994年4月－1996年7月） - 周和平（1995年1月－2001年11月） |

中国国家图书馆
| 馆长 1. 任继愈（1987年5月－2005年1月）（1998年该馆更名“中国国家图书馆”） 2. 詹福瑞（2005年1月－2009年12月） 3. 周和平（2009年12月－2014年1月） 4. 韩永进（2014年1月－2018年8月） 5. 饶权（2018年8月－2021年8月） 6. 熊远明（2021年8月－） 名誉馆长 - 任继愈（2005年1月－2009年7月） - 周和平（2014年1月－） 党委书记 - 周和平（1995年1月－2001年11月，兼常务副馆长） - 杨炳延（2001年11月－2003年9月，兼常务副馆长） - 詹福瑞（2003年9月－2005年1月，兼常务副馆长；2005年1月－2009年12月，兼馆长；2009年12月－2014年1月，兼常务副馆长） - 韩永进（2014年1月－，兼馆长） 党委副书记 - 张彦博（？－2005年9月，兼副馆长） - 张雅芳（2001年11月－2009年5月，兼副馆长） - 常丕军（2009年8月－2013年8月，兼副馆长） - 刘惠平（2014年5月－2016年4月，兼副馆长） - 魏大威（2016年3月－，兼副馆长） | 副馆长 - 孙承鉴（1987年12月－2000年3月） - 孙蓓欣（1991年4月－2001年11月） - 周和平（1995年1月－2001年11月） - 张彦博（2000年2月－2005年9月） - 陈力（2001年2月－2015年12月） - 杨炳延（2001年11月－2003年9月） - 张雅芳（2001年11月－2009年5月） - 张晓星（2002年1月－2004年7月） - 詹福瑞（2003年9月－2005年1月） - 张玉辉（2006年7月－2009年12月） - 常丕军（2009年8月－2013年8月） - 詹福瑞（2009年12月－2014年1月） - 王军（2010年11月－2017年2月） - 刘惠平（2014年5月－2016年4月） - 魏大威（2009年6月－） - 张志清（2009年6月－） - 李虹霖（2013年7月－） - 陈力（2015年12月－2018年7月） - 孙一钢（2016年3月－） - 陈樱（2017年12月－） |